# Cophyla
A Cophyla a kétéltűek (Amphibia) osztályába, valamint a békák (Anura) rendjébe és a szűkszájúbéka-félék (Microhylidae) családjába tartozó nem.

## Rendszertani besorolása
A Platypelis nemet Peloso és munkatársai 2015-ben a Cophyla szinonímájaként határozták meg. A Platyhyla nemet Jean Marius René Guibé 1978-ban a Platypelis szinonímájaként sorolta be, a Paracophyla nemet Rose Marie Antoinette Blommers-Schlösser 1991-ben a Platypelis szinonímájaként sorolta be.

## Előfordulása

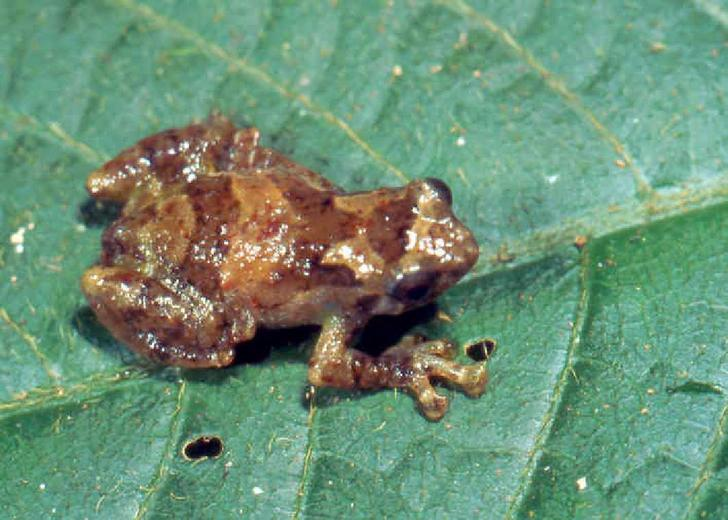
Cophyla occultans

A nembe tartozó fajok Madagaszkár endemikus fajai.

## Rendszerezés
A nembe az alábbi fajok tartoznak:
- Cophyla alticola (Guibé, 1974)
- Cophyla ando (Scherz, Köhler, Vences, and Glaw, 2019)
- Cophyla barbouri (Noble, 1940)
- Cophyla berara Vences, Andreone & Glaw, 2005
- Cophyla cowanii (Boulenger, 1882)
- Cophyla fortuna Rakotoarison, Scherz, Bletz, Razafindraibe, Glaw, and Vences, 2019
- Cophyla grandis (Boulenger, 1889)
- Cophyla karenae (Rosa, Crottini, Noel, Rabibisoa, Raxworthy & Andreone, 2014)
- Cophyla laeta (Rakotoarison, Scherz, Köhler, Ratsoavina, Hawlitschek, Megson, Vences, and Glaw, 2020)
- Cophyla maharipeo Rakotoarison, Crottini, Müller, Rödel, Glaw & Vences, 2015
- Cophyla mavomavo (Andreone, Fenolio & Walvoord, 2003)
- Cophyla milloti (Guibé, 1950)
- Cophyla noromalalae Rakotoarison, Crottini, Müller, Rödel, Glaw & Vences, 2015
- Cophyla occultans (Glaw & Vences, 1992)
- Cophyla olgae (Rakotoarison, Glaw, Vieites, Raminosoa & Vences, 2012)
- Cophyla phyllodactyla Boettger, 1880
- Cophyla pollicaris (Boulenger, 1888)
- Cophyla puellarum Rakotoarison, Crottini, Müller, Rödel, Glaw & Vences, 2015
- Cophyla ranjomena (Glaw, Scherz, Rakotoarison, Crottini, Raselimanana, Andreone, Köhler, and Vences, 2020)
- Cophyla rava (Glaw, Köhler & Vences, 2012)
- Cophyla tetra (Andreone, Fenolio & Walvoord, 2003)
- Cophyla tsaratananaensis (Guibé, 1974)
- Cophyla tuberifera (Methuen, 1920)